# ハイスクール電脳倶楽部
『ハイスクール電脳倶楽部』（ハイスクールでんのうくらぶ）は、1996年4月8日から1997年3月10日までNHK教育テレビジョンで放送されていた高校生向けの学校放送（教科：特別活動）である。放送時間は毎週月曜日 12:30 - 13:00 （日本標準時）。

## 概要
高校生たちがスタジオ出演し、自分たちの訴えや悩みなどについて意見交換していた番組。番組タイトルが示すとおり、この意見交換にはテレビ電話・パソコン通信・インターネットも活用していた。また、1997年3月3日放送分では電脳社会を議題にしていた。番組の後半には、最新のデジタル技術を紹介するミニコーナー「デジタル探検隊」を設けていた。

## 出演者
- うじきつよし[1]
- 椎名亜希子

## 放送リスト
| 初回放送日     | サブタイトル                     | デジタル探検隊                 | ゲスト               |
| -------------- | -------------------------------- | ------------------------------ | -------------------- |
| 1996年4月8日   | 18禁にモノ申す！                 | デジタルカメラ                 | 福島瑞穂             |
| 1996年4月22日  | ディベートの魅力とは？           |                                | ケント・ギルバート   |
| 1996年5月13日  | 門限なんていらない!?             |                                | 中原ひとみ           |
| 1996年5月27日  | 校歌は歌えますか？               | 通信カラオケ                   | 嘉門達夫             |
| 1996年6月10日  | 部活に明日はあるか？             | ポケベル                       | 佐竹雅昭             |
| 1996年6月24日  | 女子高生言葉にもの申す           | デジタルミュージック           | 山田五郎             |
| 1996年7月8日   | らしさって何だ？                 | ハイビジョン                   | 石井苗子             |
| 1996年8月26日  | おしゃれが大事!?                 | パソコン通信                   | 杉本彩               |
| 1996年9月9日   | アルバイトは必要か？             | ホームページを作ろう           | 梅垣義明             |
| 1996年9月30日  | ライバルが欲しい！               | ホームページを作ろう           | 藤波辰爾             |
| 1996年10月14日 | 修学旅行はもう要らない？         | パソコンでイラストを描こう！   | 伊集院光             |
| 1996年10月28日 | ポケベルは本当に必要か？         | カーナビとGPS                  | 池田貴族             |
| 1996年11月11日 | 文化祭なんてつまらない？         | サンプリングってなに？         | 清水ミチコ           |
| 1996年11月25日 | 武道系は流行らない？             | ファッションとデジタルの関係   | 長谷川初範           |
| 1996年12月9日  | マンガがあれば「本」はいらない？ | パソコンで作るクリスマスカード | 夏目房之介           |
| 1997年1月6日   | ボランティアは何のため？         | デジタルでヘアメイク           | ピーター・フランクル |
| 1997年1月20日  | 制服はトレンディ？               | 電気自動車                     | 林マヤ               |
| 1997年2月3日   | バレンタインはもう、卒業？       | ロボット                       | RIKACO               |
| 1997年2月17日  | 受験は青春の1ページ？            | インターFM                     | 松尾貴史             |
| 1997年3月3日   | 電脳社会はどこへ行く？           | インターFM                     | 向谷実               |

## 関連書籍
- 椎名亜希子『椎名亜希子のShockwave入門 インターネット・ホームページが大変身』ゼスト、1996年7月。ISBN 4-916090-08-X。